# Orthella
Orthella es un género de foraminífero bentónico de la subfamilia Hemigordiopsinae, de la familia Hemigordiopsidae, de la superfamilia Cornuspiroidea, del suborden Miliolina y del orden Miliolida. Su especie tipo es Orthella paalzowi. Su rango cronoestratigráfico abarca desde el Rhaetiense (Triásico superior) hasta el Oxfordiense (Jurásico superior).

## Clasificación
Orthella incluye a la siguiente especie:
- Orthella paalzowi †